# Dănuț Dumbravă
Dănuț Dumbravă (ur. 6 sierpnia 1981 w Bukareszcie) – rumuński rugbysta występujący w formacji ataku, trzykrotny mistrz i pięciokrotny zdobywca Pucharu Rumunii ze Steauą Bukareszt, reprezentant kraju, uczestnik trzech Pucharów Świata, trener.
Od 1999 reprezentował barwy stołecznej Steauy, z którą triumfował trzykrotnie w mistrzostwach kraju w sezonach 2002/2003, 2004/2005 i 2005/2006 oraz pięciokrotnie zdobywał Cupa României w edycjach 2005, 2006, 2007, 2009 i 2013. W europejskich pucharach przez siedem sezonów występował z zespołem București Rugby.
Z juniorskimi reprezentacjami kraju brał udział w mistrzostwach świata – w 2000 z kadrą U-19, dwa lata później z U-21. W seniorskiej reprezentacji zadebiutował w listopadzie 2002 roku meczem z Walią, w kolejnych latach był stałym punktem zespołu występującego w Pucharze Narodów Europy. Z kadrą uczestniczył także w trzech Pucharach Świata, z szansami udziału w czwartym: w 2003, 2007 i 2011 grając odpowiednio w trzech, jednym i ponownie w trzech meczach. W 2012 roku zakończył reprezentacyjną karierę, po trzech latach powrócił jednak do kadry z uwagi na kontuzje łączników ataku.
Karierę trenerską rozpoczął w 2014 roku w klubie w podwójnej roli grającego trenera, w tym samym roku prowadził też narodową kadrę rugby 7 w turniejach wchodzących w skład Mistrzostw Europy 2014.